# Суслин, Михаил Яковлевич
Михаил Яковлевич Су́слин (3 (15) ноября 1894 — 21 октября 1919) — русский математик, специалист по теории множеств.

## Биография
Родился 3 (15) ноября 1894 года в селе Красавка Балашовского уезда Саратовской губернии в семье бедных крестьян Якова Гавриловича и Матрёны Васильевны Суслиных (он был единственным ребёнком). В книге Балашовского уездного училищного совета для записи свидетельств об окончании начальных училищ в 1901—1911 годах записано, что Суслину Михаилу Яковлевичу, православного вероисповедания, в 1904 году вручено свидетельство об окончании Красавского 2-го земского училища за номером 132277.
В 1905 году в Балашове была открыта мужская гимназия. Приёмные испытания начались с 22 августа 1905 года. Было подано 196 прошений, из них был принят 171 ученик. В приготовительный класс этого учебного заведения и был принят Михаил Суслин. С 1 июля 1910 года преподавателем математики в гимназии с поручением исполнения обязанностей её директора был назначен статский советник Александр Иванович Розанов, окончивший в 1902 году отделение математики физико-математического факультета Императорского Казанского университета.
Блестяще закончив гимназию, 22 июля 1913 года М. Я. Суслин послал прошение ректору Московского университета о зачислении его в студенты первого курса математического отделения физико-математического факультета и 7 августа стал студентом университета. В 1914 году здесь образовалась группа студентов, учеников молодого доцента Н. Н. Лузина, ставших первыми участниками Лузитании: П. С. Александров, Д. Е. Меньшов, М. Я. Суслин, В. С. Фёдоров, А. Я. Хинчин.
Под руководством Н. Н. Лузина Суслиным был открыт новый класс множеств, получивших название А-множеств, также называемых аналитическими или суслинскими (существует версия, что А-множества так были названы Суслиным в честь П. С. Александрова). Результаты, заложившие основы теории А-множеств, были опубликованы М. Я. Суслиным в 1917 году в его единственной прижизненной работе в Докладах Парижской Академии наук. Впоследствии теория А-множеств была глубоко развита Н. Н. Лузиным и его учениками, польским математиком В. Серпинским, а также немецким математиком Ф. Хаусдорфом.
М. Я. Суслин уже в самые ранние студенческие годы проявил себя как интересный и своеобразный человек. Уже в 18—19 лет он составил себе особую программу своего дальнейшего интеллектуального развития. Математика была только началом этой программы. Вторым этапом должны были быть физика и химия, за которыми должна была последовать биология. В качестве завершения программы мыслилась медицина, которой М. Я. Суслин и предполагал посвятить всю свою дальнейшую жизнь. Как мы увидим позже, дальше первого шага в осуществлении своей программы Суслин не пошёл. Он умер математиком, ярким и своеобразным математиком, одним из создателей современной дескриптивной теории множеств.
Окончив курс Московского университета с дипломом 1-й степени, М. Я. Суслин по ходатайству профессора Н. Н. Лузина с 28 марта 1917 года был оставлен при университете для подготовки к профессорскому званию по кафедре чистой математики сроком на два года.
Революция 1917 года в России вынудила М. Я. Суслина, как и многих других, уехать из столицы: он перебрался в Иваново, в 1918—1919 годах преподавал на химическом факультете Ивановского Политехнического института в должности экстраординарного профессора по кафедре чистой математики; 1 сентября 1919 года он уволился из института по собственному прошению.
…Суслин в Иванове не ужился и вскоре потерял там свою работу. Ввиду этого, по инициативе В. В. Голубева и И. И. Привалова, возник план о предоставлении Суслину профессорского места в Саратовском университете… Не получив этого места, Суслин уехал к себе в деревню (в Саратовской губернии). Вскоре он заболел сыпным тифом и умер. В историю математики была вписана одна из самых трагических её страниц. На письменном столе Лузина до конца его жизни стоял портрет Суслина, единственный портрет Суслина, который я видел…
В то же время Лузин обвинялся в ревности к успехам Суслина и даже причастности к его смерти, что стало одним из пунктов обвинения в деле Лузина:
…ревность возникла у Лузина к молодому талантливому математику Суслину, который просто решил одну из выдвинутых им проблем, кажется даже не будучи его учеником. … Суслин после окончания университета начал искать себе работу, что в те времена было нелегко. При поисках работы он ездил по провинциальным университетам, но оказалось, что во всех этих университетах уже имеется письмо Лузина, в котором он резко отвергает кандидатуру Суслина как преподавателя. О наличии такого письма рассказывал мне А. А. Андронов. Оно было в университете в Горьком. Кончилось всё это трагически. Суслин в своих путешествиях заразился сыпным тифом и умер.
Скончался 21 октября 1919 года в своём родном селе Красавка, где и был похоронен.

## Память
- После смерти М. Я. Суслина в 1-м томе только что созданного польского математического журнала Fundamenta Mathematicae (одним из его основателей был В. Серпинский) в 1920 году было опубликовано десять проблем, одна из которых носит название проблема Суслина[англ.].
- 16—21 октября 1989 года в Саратове состоялись первые научные математические чтения памяти М. Я. Суслина.
- 18 ноября 1990 года на здании Красавской средней школы открыта Памятная доска.